# Johann Kaspar Luthiger
Johann Kaspar Luthiger (* 29. Oktober 1710 in Zug; heimatberechtigt ebenda; † 9. Februar 1797 ebenda) war Zuger Vogt und Ammann.

## Leben und Wirken
Johann Kaspar Luthigers Eltern waren der Wirt und Vogt Johann Wilhelm Luthiger und Katharina Mangold. Er wurde Wirt und heiratete Anna Margaritha, Tochter des Wirts Johann Kaspar Uttinger. Seine zweite Ehefrau wurde Katharina Barbara, Tochter des Malers und Ratsherrn Karl Amade Muos.
Luthiger wurde 1735 Ratsherr und von 1749 bis 1752 sowie von 1758 bis 1761 Ammann des Standes Zug. Er diente von 1749 bis 1751 als Vogt von Hünenberg und von 1746 bis 1759 als Gesandter zur Tagsatzung. Er war sprachgewandt und stieg in die stadtzugerische Elite auf. Als Gesandter für die Abholung der französischen Pensionen (1748–1764) kam Luthiger zu grossem Vermögen. Dank seiner Stellung als Pensionenausteiler erlangte er eine dominante Stellung im Stand Zug. Zusammen mit seinem Schwager Joseph Leonz Andermatt, Ammann 1747–1749 und 1756–1758, mit dem Statthalter Franz Michael Bossard und den Ammännern Ambros Uhr sowie Josef Anton Heinrich führte er ein Regime, das die alten stadtzugerischen Familien überging.
Im zweiten Harten- und Lindenhandel führte Luthiger 1764 die Partei der eng mit Frankreich verbundenen «Linden» an. Er wurde entmachtet, floh und wurde später mit Andermatt und weiteren Linden wegen Aneignung der Salzgelder und politischer Machenschaften vor ein Sondergericht gestellt. Ein Tribunal aus 120 Ratsherren, Stadtbürgern und Landleuten beruhigte die Lage mittels «Gesatz und Ordnungen» gegen politische Manipulationen und Stimmenkauf. Luthiger kehrte nach einer Amnestie 1768 aus der Verbannung zurück. Eine politische Rolle im Stand Zug konnte er nicht mehr einnehmen.

## Belege
1. 1 2 3 4  Renato Morosoli: Johann Kaspar Luthiger. In: Historisches Lexikon der Schweiz.  29. Juli 2009.
2. ↑  Renato Morosoli: Harten- und Lindenhandel. 1. Kanton Zug.. In: Historisches Lexikon der Schweiz.  14. Oktober 2009.

| Personendaten    | Personendaten                 |
| ---------------- | ----------------------------- |
| NAME             | Luthiger, Johann Kaspar       |
| KURZBESCHREIBUNG | Zuger Landvogt und Landammann |
| GEBURTSDATUM     | 29. Oktober 1710              |
| GEBURTSORT       | Zug, Schweiz                  |
| STERBEDATUM      | 9. Februar 1797               |
| STERBEORT        | Zug, Schweiz                  |